# Plosokerep (Terisi)
Plosokerep is een bestuurslaag in het regentschap Indramayu van de provincie West-Java, Indonesië. Plosokerep telt 5136 inwoners (volkstelling 2010).